# Кенгирское месторождение золотых руд
Кенгирское месторождение золотых руд — находится в Мойынкумском районе Жамбылской области, в 15 км юго-востоку от Акбакайского месторождения золотых руд. Открыто в 1966 году. В структурном отношении характеризуется радиально-круговыми разрывами Жалайыр-Найманского тектонического пояса. Месторождение состоит из алевролита песчаниковых слоев нижнего ордовика, вулканитов среднего и верхнего девона, кызылжартаских (D2), желтауских (D3) интрузивных комплексов. Руды сосредоточены в гранодиорит-порфировых кварцевых жилах и вкраплениях Кенгирского массива. Кроме золота, в рудах встречаются пирит, арсенопирит, антимонит, висмутин и др. Среднее содержание золота 10 г/т. В южной части месторождения из кварцевых жил добыто 300 кг золота. Работы временно прекращены (2002).